# Marcel Simon
Marcel Simon (ur. 10 kwietnia 1907 w Wasserling; zm. 26 października 1986 w Strasburgu) – francuski profesor i znawca historii religii, a szczególnie relacji pomiędzy chrześcijaństwem a judaizmem w starożytności.
Studiował w Paryżu literaturę klasyczną i historię. Od 1939 roku wykładał na uniwersytecie w Strasburgu na wydziale humanistycznym. Od 1947 roku był profesorem tej uczelni. Na uniwersytecie założył też Ośrodek Badania Historii Religii, którego był dyrektorem. Oprócz książek opublikował ponad 300 artykułów i sprawozdań w różnych czasopismach francuskich i zagranicznych. Współpracował z licznymi uniwersytetami europejskimi i amerykańskimi.

## Publikacje
- Verus Israel, 1948
- Les Premiers chrétiens, 1952
- Les Sectes juives au temps de Jesus, 1960
- Marcel Simon, La Civilisation de I'Antiquité et le Christianisme, 1972 (fr.). Brak numerów stron w książce
  - Marcel Simon, Cywilizacja wczesnego chrześcijaństwa, Eligia Bąkowska (tłum.), Warszawa: Państwowy Instytut Wydawniczy, 1979. Brak numerów stron w książce